# Judo-Juniorenweltmeisterschaften 2023
Die Judo-Juniorenweltmeisterschaften 2023 wurden vom 4. bis 8. Oktober 2023 in Odivelas, Portugal, im Pavilhão Multiusos de Odivelas abgehalten. Es nahmen 541 Judoka aus 68 Nationen teil. Am 8. Oktober wurde ein gemischter Mannschaftswettkampf abgehalten.

## Ergebnisse

### Frauen
| Gewichtsklasse     | Gold              | Silber           | Bronze              |
| ------------------ | ----------------- | ---------------- | ------------------- |
| - 48 kg            | Kano Miyaki       | Sıla Ersin       | Asia Avanzato       |
| - 48 kg            | Kano Miyaki       | Sıla Ersin       | Kristina Dudina     |
| - 52 kg            | Rin Kamiya        | Giulia Carnà     | Micaela Sciacovelli |
| - 52 kg            | Rin Kamiya        | Giulia Carnà     | Léa Beres           |
| - 57 kg            | Veronica Toniolo  | Riko Honda       | Julie Beurskens     |
| - 57 kg            | Veronica Toniolo  | Riko Honda       | Beatriz Comanche    |
| - 63 kg            | Melkia Auchecorne | Mizuki Takaki    | Martyna Glubiak     |
| - 63 kg            | Melkia Auchecorne | Mizuki Takaki    | Nina Simić          |
| - 70 kg            | Mayu Honda        | Kaillany Cardoso | Kaja Schuster       |
| - 70 kg            | Mayu Honda        | Kaillany Cardoso | Elena Dengg         |
| - 78 kg            | Kim Min-ju        | Lieke Derks      | Brenda Olaya        |
| - 78 kg            | Kim Min-ju        | Lieke Derks      | Ilana Bouvier       |
| + 78 kg            | Mao Arai          | Miki Mukunoki    | Lee Hyeon-ji        |
| + 78 kg            | Mao Arai          | Miki Mukunoki    | Katia Alves         |
| Quelle: Judoinside |                   |                  |                     |

### Männer
| Gewichtsklasse     | Gold               | Silber              | Bronze                     |
| ------------------ | ------------------ | ------------------- | -------------------------- |
| - 60 kg            | Yamato Fukuda      | Nizami Imranov      | Youssry Samy               |
| - 60 kg            | Yamato Fukuda      | Nizami Imranov      | Talgat Orynbassar          |
| - 66 kg            | Yamato Fukuda I    | Eran Fiks           | Zhanarys Rakhmetkali       |
| - 66 kg            | Yamato Fukuda I    | Eran Fiks           | Keita Hadano               |
| - 73 kg            | Vusal Galandarzade | Jack Yonezuka       | Mouhammad Gazaloev         |
| - 73 kg            | Vusal Galandarzade | Jack Yonezuka       | Abubakr Sherov             |
| - 81 kg            | Kaito Amano        | Aleksandre Loladze  | Naoto Izawa                |
| - 81 kg            | Kaito Amano        | Aleksandre Loladze  | Timur Arbuzov              |
| - 90 kg            | Komei Kawabata     | Vugar Talibov       | Aaron Santamaria Rodriguez |
| - 90 kg            | Komei Kawabata     | Vugar Talibov       | Maksims Duinovs            |
| - 100 kg           | Dota Arai          | Rustam Shorakhmatov | Andzhei Pavliukov          |
| - 100 kg           | Dota Arai          | Rustam Shorakhmatov | Joës Schell                |
| + 100 kg           | Shalva Gureshidze  | İbrahim Tataroğlu   | Münir Ertuğ                |
| + 100 kg           | Shalva Gureshidze  | İbrahim Tataroğlu   | Giannis Antoniou           |
| Quelle: Judoinside |                    |                     |                            |

### Mannschaftswettkampf (Mixed)
| Platz       | Mannschaft |
| ----------- | ---------- |
| 1.          | Japan      |
| 2.          | Frankreich |
| 3.          | Brasilien  |
| 3.          | Portugal   |
| Quelle: IJF |            |